# 麦康奈尔斯维尔
麦康奈尔斯维尔（McConnelsville）是美国俄亥俄州摩根县的一个村，是摩根县的县城。 2010年人口普查时人口为1784人。截至2011年10月19日，村长为约翰·沃尔特·芬利。

## 历史
麦康奈尔斯维尔于1817年建设，并以该城镇的原始拥有者罗伯特·麦康奈尔（Robert McConnell）的名字命名。